# Premyer Liqası
La Premyer Liqası è la massima divisione del campionato azero di calcio. La squadra più titolata è il Qarabağ, con 12 titoli.
Si svolge come campionato indipendente dal 1992, ed è organizzato dall'AFFA. In precedenza le squadre azere partecipavano invece al campionato sovietico. 
Per la stagione 2022-2023 la Premyer Liqası occupa il 29º posto nel ranking UEFA delle competizioni per club.

## Formula
Le dieci squadre partecipanti si affrontano in un girone all'italiana con due partite di andata e due di ritorno, per un totale di 36 giornate. La squadra prima classificata è dichiarata campione di Azerbaigian ed è ammessa al primo turno di qualificazione della UEFA Champions League. La seconda e la terza classificata, assieme alla vincitrice della coppa nazionale, sono ammesse al secondo turno di qualificazione della UEFA Europa Conference League. L'ultima classificata retrocede direttamente in Birinci Divizionu.

## Storia
La storia del calcio azero incominciò nel 1905 con la nascita dei primi club calcistici composti principalmente da operai delle numerose raffinerie di petrolio. Il primo campionato della città di Baku si svolse nel 1911 e vide la vittoria del British Club. Nel 1912 una formazione azera giocò la sua prima partita internazionale a Tbilisi (Georgia) contro il Sokol, una squadra locale, vincendo con il punteggio di 4-2.
Tra il 1912 ed il 1927 la competizione di maggior prestigio continuò ad essere il campionato di Baku, che vide affermarsi nel 1912 il British Club, nel 1913-15 l'Idmanch, nel 1916 la Balakhany Football Society e nel 1917 il Sokol.
Nel 1928 otto formazioni presero parte al primo campionato dell'Azerbaigian. Oltre a tre squadre di Baku, vi parteciparono squadre di Khankendi, Gəncə, Quba, Şəki, e Zaqatala. Si laureò primo Campione d'Azerbaigian l'Hamkarlar FC di Baku. Nel 1929 la nazionale azera si aggiudicò tutti e tre gli incontri disputati contro la nazionale iraniana con i punteggi di 4-0, 4-1 e 11-0.
Nel 1932 per la prima volta un club dell'Azerbaigian partecipò al campionato sovietico di calcio. Nel 1936 si svolse la prima Coppa d'Azerbaigian; i vincitori delle prime edizioni furono: 1936 Janub Inshaatchi FC; 1937-1938 Temp FC; 1939 Locomotive FC; 1940 Dinamo FC.
Tra il 1936 ed il 1991 l'Azerbaigian partecipò con diversi team alle varie divisioni del Campionato sovietico. Il miglior risultato fu un terzo posto ottenuto, nel 1966, dal Neftchi Baku nel Campionato maggiore dell'Unione Sovietica. Negli stessi anni, vari giocatori del Neftchi Baku fecero parte delle diverse Nazionali sovietiche, essendo eletti anche, nel corso degli anni, tra i migliori calciatori del Campionato sovietico.
Tra i calciatori azeri che parteciparono al massimo Campionato sovietico bisogna sicuramente menzionare Eduard Markarov con 370 presenze e 129 goal e Kazbek Tuayev, 289 presenze e 59 goal.
Con la frantumazione dell'Impero sovietico, l'Azerbaigian divenne stato indipendente e nel marzo 1992 venne creata l'A.F.F.A. (ingl Azerbaijan Football Federations Association, Associazione delle Federazioni Calcistiche dell'Azerbaigian). Nel 1994 la federazione azera divenne un membro dell'UEFA e, nel giugno dello stesso anno, della FIFA.
Tra il 1997 ed il 2003 il calcio azero dovette affrontare un lungo periodo di crisi, dovuto soprattutto alla cattiva gestione dei vertici dell'AFFA.
Il campionato venne denominato Güclülər Dəstəsi dalla fondazione fino alla stagione 2006-2007. In seguito diventò professionistico e cambiò nome in Premyer Liqası affiancato al nome dello sponsor.

## Partecipazioni per squadra
Sono 57 le squadre ad aver preso parte alle 34 stagioni di Premyer Liqası dal 1992 al 2025-2026. In grassetto le squadre partecipanti alla Premyer Liqasi 2025-26.
- 34 volte:  Neftçi Baku,  Qarabağ
- 25 volte:  Şamaxı,  Turan Tovuz
- 24 volte:  Kəpəz
- 19 volte:  Qəbələ
- 18 volte:  FK Baku
- 16 volte:  Xəzər-Lənkəran
- 15 volte:  Sumqayıt
- 12 volte:  AZAL
- 11 volte:  MOİK Baku,  Viləş Masallı,  Zirə
- 10 volte:  Şahdağ Qusar
- 9 volte:  Pivani Baku/Falasi,  Şəmkir,  Simurq,  Xəzər Sumqayit
- 8 volte:  Sabah,  Səbail
- 7 volte:  Bakılı Bakı,  Energetik Mingəçevir,  Karvan
- 6 volte:  ABN Bärdä,  Araz  Şəfa
- 5 volte:  İnşaatçı,  Khazri Buzovna
- 4 volte:  Azəri Bakı,  Gənclərbirliyi,  Rəvan Baku
- 3 volte:  Göyəzən Qazax,  Kürmük Qax,  MKT-Araz,  Muğan,  Neftçala,  Standard Sumqayıt
- 2 volte:  Adliyya Baku,  Avey Ağstafa,  Avtomobilçi Yevlax,  Azerbaigian under 18,  Azneftyağ Baku,  Çıraqqala Siyəzən,  Daşqın Zaqatala,  Insaatci Sabirabad,  Ümid Dzalilabad
- 1 volta:  Boz Qurd Samukh,  Energetik Əli-Bayramlı,  Fərid Bakı,  İmişli,  Karat Baku,  Lokomotiv İmişli,  Neftegaz Baku,  Plastik Salyan,  Şirvan Kürdəmir,  Şirvan Şamaxı,  Tefekkur Universitesi Baku

## Squadre partecipanti
Vengono riportate le squadre militanti alla Premyer Liqası nella stagione 2024-2025.
| Club        | Città    | Stadio                  | Stagione precedente       |
| ----------- | -------- | ----------------------- | ------------------------- |
| Araz        | Naxçıvan | Nakhchivan City Stadium | 8° in Premyer Liqasi      |
| Kəpəz       | Gəncə    | Gəncə City Stadium      | 9° in Premyer Liqasi      |
| Neftçi Baku | Baku     | Bakcell Arena           | 5° in Premyer Liqasi      |
| Qarabağ     | Ağdam    | Azərsun Arena (Baku)    | Campione dell'Azerbaigian |
| Sabah       | Baku     | Alinja Arena            | 3° in Premyer Liqasi      |
| Səbail      | Baku     | Bayil Arena             | 7° in Premyer Liqasi      |
| Sumqayıt    | Sumqayıt | Kapital Bank Arena      | 4° in Premyer Liqasi      |
| Turan Tovuz | Tovuz    | Tovuz City Stadium      | 6° in Premyer Liqasi      |
| Zirə        | Baku     | Zirə Olimpiya Kompleksi | 2° in Premyer Liqasi      |
| Şamaxı      | Şamaxı   | Şamaxı City Stadium     | 1° in I Liqa              |

## Albo d'oro
- 1992:  Neftçi Baku (1)
- 1993:  Qarabağ (1)
- 1993-1994:  Turan Tovuz (1)
- 1994-1995:  Gəncə (1)
- 1995-1996:  Neftçi Baku (2)
- 1996-1997:  Neftçi Baku (3)
- 1997-1998:  Gəncə (2)
- 1998-1999:  Gəncə (3)
- 1999-2000:  Şəmkir (1)
- 2000-2001:  Şəmkir (2)
- 2001-2002: abbandonato
- 2002-2003: non disputato
- 2003-2004:  Neftçi Baku (4)
- 2004-2005:  Neftçi Baku (5)
- 2005-2006:  FK Baku (1)
- 2006-2007:  Xəzər-Lənkəran (1)
- 2007-2008:  İnter Baku (1)
- 2008-2009:  FK Baku (2)
- 2009-2010:  İnter Baku (2)
- 2010-2011:  Neftçi Baku (6)
- 2011-2012:  Neftçi Baku (7)
- 2012-2013:  Neftçi Baku (8)
- 2013-2014:  Qarabağ (2)
- 2014-2015:  Qarabağ (3)
- 2015-2016:  Qarabağ (4)
- 2016-2017:  Qarabağ (5)
- 2017-2018:  Qarabağ (6)
- 2018-2019:  Qarabağ (7)
- 2019-2020:  Qarabağ (8)
- 2020-2021:  Neftçi Baku (9)
- 2021-2022:  Qarabağ (9)
- 2022-2023:  Qarabağ (10)
- 2023-2024:  Qarabağ (11)
- 2024-2025:  Qarabağ (12)

### Campionati vinti per squadra dal 1992
| Squadra        | Città    | Titoli | Stagioni |
| -------------- | -------- | ------ | --- |
| Qarabağ        | Ağdam    | 12     | 1993, 2013-2014, 2014-2015, 2015-2016, 2016-2017, 2017-2018, 2018-2019, 2019-2020, 2021-2022, 2022-2023, 2023-2024, 2024-2025 |
| Neftçi Baku    | Baku     | 9      | 1992, 1995-1996, 1996-1997, 2003-2004, 2004-2005, 2010-2011, 2011-2012, 2012-2013, 2020-2021                                  |
| Gəncə          | Gäncä    | 3      | 1994-1995, 1997-1998, 1998-1999                                                                                               |
| Şəmkir         | Şəmkir   | 2      | 1999-2000, 2000-2001 |
| Şamaxı         | Baku     | 2      | 2007-2008, 2009-2010 |
| FK Baku        | Baku     | 2      | 2005-2006, 2008-2009 |
| Xəzər-Lənkəran | Lənkəran | 1      | 2006-2007 |
| Turan Tovuz    | Tovuz    | 1      | 1993-1994 |